# إليزابيث غاردنر
إليزابيث غاردنر (بالإنجليزية: Elizabeth Gardner)‏ هي متزحلقة حرة أسترالية، ولدت في 4 سبتمبر 1980 في ملبورن في أستراليا.

## وصلات خارجية
- إليزابيث غاردنر على موقع الاتحاد الدولي للتزلج (التزلج على المنحدرات الثلجية) (الإنجليزية)
- إليزابيث غاردنر على موقع الاتحاد الدولي للتزلج (التزلج الحر) (الإنجليزية)
- إليزابيث غاردنر على موقع اللجنة الأولمبية الدولية (الإنجليزية)
- إليزابيث غاردنر على موقع أوليمبيديا (الإنجليزية)
- إليزابيث غاردنر على موقع اللجنة الأولمبية الأسترالية (الإنجليزية)